# ケカッタ
ケカッタ (グリーンランド語: Qeqqata Kommunia) は、グリーンランドの中西部に位置する基礎自治体（以下、本稿では便宜上「市」と表記する）である。2024年1月の人口は9,204人。行政の中心はシシミウト。北をケケタリク、東から南にかけてセルメルソークと接する。
2009年1月1日の行政区画の改編によりManiitsoq、Sisimiutの各基礎自治体とKangerlussuaqの非法人地域が統合し誕生した。

## 町や集落
- アタミック
- イティレック
- カンガーミウト
- カンゲルルススアーク
- マニートソック
- ナパソック
- サルファングアク
- シシミウト